# Нозик, Роберт
Ро́берт Но́зик (англ. Robert Nozick; 16 ноября 1938 — 23 января 2002) — американский философ, идеолог либертарианства.

## Биография
Родился в еврейской семье, эмигрировавшей из России.
В 1959 окончил колледж при Колумбийском университете, в 1963 получил степень доктора философии в Принстонском университете. В 1950-е годы был членом Социалистической партии Америки, затем перешёл на либеральные позиции.
Являлся профессором Гарвардского университета.
Во втором браке был женат на американской поэтессе Гертруде Шнакенберг.

## Философия
За книгу Анархия, государство и утопия (1974) Нозик получил Национальную книжную премию в категории философии и религии. В книге Нозик утверждает, что только минимальное государство, «ограниченное лишь функцией защиты от силы, кражи, мошенничества, принуждения контрактов» и т. д., «может быть оправданно, если оно не нарушает прав людей». Для Нозика распределение товаров должно происходить через свободный обмен и по обоюдному согласию. В своей теории Нозик обращается к одной из формулировок «категорического императива» Иммануила Канта, сводящейся к тому, что люди должны рассматриваться как цель, а не как средство.
Нозик бросил вызов частичному заключению «Второго принципа справедливости» «Теории справедливости» Джона Ролза, что «социальные и экономические неравенства должны быть организованы таким образом, чтобы приносить наибольшую пользу наименее благополучным членам общества». «Анархия, государство и утопия» утверждает наследие от «Второго трактата» Джона Локка о правительстве и стремится обосновать себя на естественной правовой доктрине, но отличается по нескольким важным заключениям от Локковского трактата.
Выглядит спорным[кем?] утверждение Нозика о том, что последовательное отстаивание принципа ненападения позволит заключать контракты между взрослыми людьми, с учётом того, что эти контракты будут действительно свободными и добровольными. Отвергая идею неотчуждаемых прав, выдвинутую Локком и поддерживаемую большинством современных капиталистически-ориентированных либертарианских авторов, он писал в «Анархии, государстве и утопии», что типичная идея «свободной системы» позволит взрослым людям добровольно вступать в непринудительные союзы и заключать добровольные контракты.
Защищал необходимость «минимального государства» (Государство — «ночной сторож») и критиковал теорию «социального государства» за насилие над индивидами. Нозик формулирует свою генетическую теорию справедливости:
1. люди имеют право завладевать собственностью, которая никому не принадлежит, если это не ухудшает положения остальных. Это принцип справедливости приобретения;
2. люди имеют право дарить свою собственность другим или добровольно обмениваться ею с другими. Это принцип справедливости передачи;
3. люди обязаны вернуть незаконно полученное владельцу. Это принцип ректификации.

Нозик поддерживал идею «добровольного» (контрактного) рабства, что критиковалось представителями общественных движений леволибертарного (социально-анархического) толка.
Как отмечает Катрина Форрестер: «Либертарианство Нозика — это удивительно чистая форма либертарианства... Нозик возражает теоретикам „игр справедливого дележа“. Его интересуют права собственности, а не государственные правила».

## Сочинения
- Анархия, государство и утопия = Anarchy, State, and Utopia (1974) / Пер. с англ. Б. Пинскера под ред. Ю. Кузнецова и А. Куряева. — М.: ИРИСЭН, 2008. 424 с. — (Серия «Политическая наука») — ISBN 5-91066-007-0
  - Нозик, Р. Анархия, государство и утопия / Р. Нозик ; пер. с англ. Б. Пинскера под ред. Ю. Кузнецова и А. Куряева. — М. : ИРИСЭН, Социум, 2019. — 424 с. — (Серия «Политическая наука»). — ISBN 978-5-91066-074-2
- The Nature of Rationality (1993, Природа рациональности)
- Почему интеллектуалам не нравится капитализм = Why Do Intellectuals Oppose Capitalism? (1998)